# Troyanos (película)
Un documental sobre los skinheads de Buenos Aires.

## Sinopsis
El skinhead es un tipo pelado, lleva borceguíes, a veces tiradores, están los que andan tatuados de pies a cabeza. Lo que muchos no saben es que hay algunos que llevan un parche con la figura de un casco troyano de perfil, negro con letras blancas que dicen “SHARP”. Es decir, Skinhead Against Racial Predjuice (Skinhead contra el prejuicio racial). También se llaman a sí mismos “antifascistas”.
La cultura skinhead existe desde hace 40 años. En Buenos Aires ya lleva más de 20 y sin embargo los prejuicios siguen intactos. La gente les tiene miedo y la prensa los difama. Son considerados una “tribu urbana” en el mejor de los casos y en el peor (y el más común) se los tilda de neo nazis.
Lejos de eso, el movimiento skinhead se origina en 1969 en Inglaterra, cuando la llegada de una ola de inmigración de Jamaica irrumpe en los barrios obreros. Los jamaiquinos comienzan a juntarse con los “mods” y se dan cuenta de que no sólo tienen en común su origen de clase trabajadora, sino que además comparten el gusto por la música negra. Por ende, el skinhead nace, nada más y nada menos, que de la unión de blancos y negros, siendo este el verdadero espíritu del movimiento. Lo curioso es que a pesar de lo que los medios de comunicación afirmen, la mayor parte de los skinheads de Buenos Aires siguen esta tradición.
Troyanos mostrará la parte de la historia británica (cómo nació y se fue transformando el movimiento), pero hará especial hincapié en cómo fue recibido y adaptado en Buenos Aires. Será un documental con un estilo formal expositivo, en el que se usarán principalmente entrevistas y material de archivo. Una vez desarraigado el prejuicio del espectador común, se mostrarán las distintas aristas de una tan interesante como poco explorada cultura.

## Enlaces
- Web Oficial de "Troyanos"

- Datos: Q6153346